# Macrosteles ochreatus
Macrosteles ochreatus är en insektsart som beskrevs av Vilbaste 1980. Macrosteles ochreatus ingår i släktet Macrosteles och familjen dvärgstritar. Inga underarter finns listade i Catalogue of Life.